# Accademia dei Catenati
L'Accademia dei Catenati è un antico sodalizio culturale sorto a Macerata nella seconda metà del XVI secolo con lo scopo di far rinascere la cultura nell'Italia centrale. Rappresenta uno dei più antichi cenacoli letterari d'Italia.

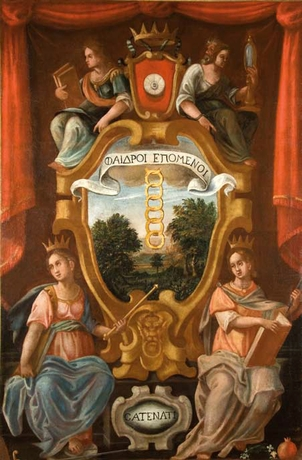
Stemma con motto dell'Accademia. Opera del Cav. Sforza Compagnoni

## Storia
L'Accademia venne fondata il 2 luglio 1574 ed ha operato ininterrottamente sino ad oggi. Essa prese il nome dalla "cathena d'oro distesa dal cielo in terra" che forma il suo stemma. L'Accademia venne istituita per "lo studio delle belle lettere, delle arti" e per il "ragionare delle scientifiche cose".
Fondata da Girolamo Zoppio - professore di poetica, retorica e filosofia morale nell'Università di Macerata, noto per i suoi studi su Dante e sul Petrarca - ne hanno fatto parte personalità quali Giovanni Mario Crescimbeni, maceratese, fondatore e custode generale dell'Accademia dell'Arcadia, Torquato Tasso, Don Carlo Hercolani (patrizio di Macerata), Terenzio Mamiani, Niccolò Tommaseo, Antonio Rosmini, Massimo d'Azeglio e da ultimo Lino Liviabella, Maria Montessori, Vincenzo Cardarelli, Enrico Medi e Silvio Zavatti.
A causa dei rivolgimenti politici e bellici della prima metà del Novecento, l'Accademia cessò per un breve periodo le sue attività, poi riprese negli anni cinquanta grazie all'impegno di Ferdinando Lori, Mario Moretti e Dante Cecchi.

## Stemma e motto
Allorquando i fondatori prescelsero come denominazione degli accademici il nome di Catenati si ispirarono al motto "Hinc a te nati".
Invece lo stemma venne composto da una catena d'oro discendente dal cielo in terra, tratto da un passo del libro VIII dell'Iliade che recita "l'amore e l'amicizia delle cose celesti e terrestri e i gradi di ascendere e discendere dal cielo e in cielo"; l'oro, per parte sua, doveva significare che "dal cielo non discende in terra altro che bene, e così ancora per altra strada che di bene, di virtù e di fatiche non si ascende in cielo".

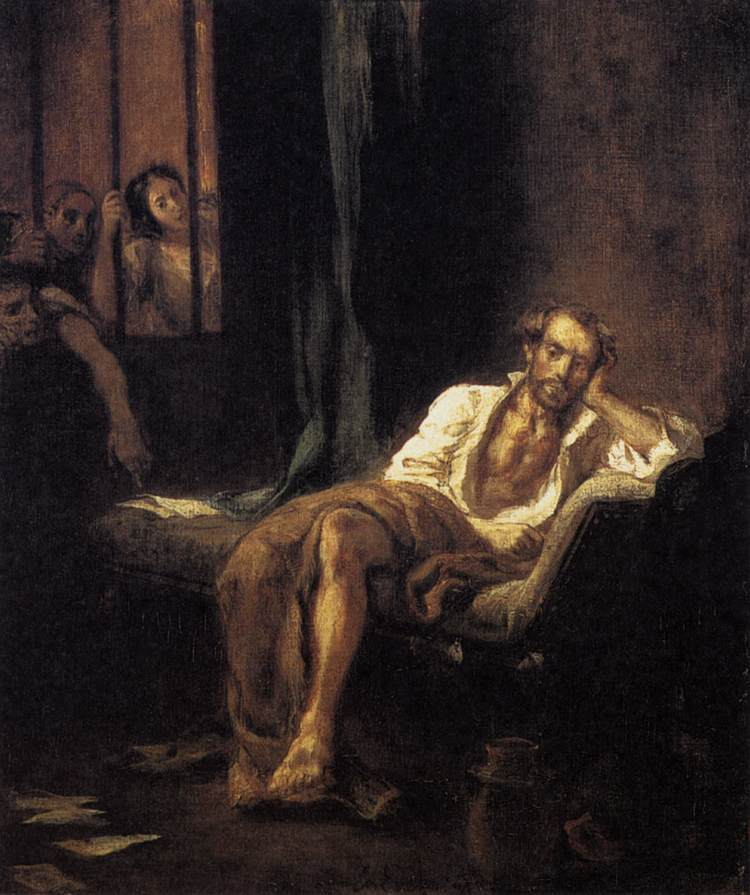
Delacroix: Tasso ammalato

Successivamente vennero adottati anche altri motti in greco quali ΦΑΙΔΡΟΙ ΕΠΟΜΕΝΟΙ (lieti seguaci) e KATAIN ATH (contro l'errore).
Il Cenacolo conquistò rapidamente fama ed autorevolezza svolgendo un'importante funzione culturale nelle Marche celebrando la poesia e le scienze. Non solo, volle anche far rappresentare tragedie e commedie e opere musicali.
Lo stesso Torquato Tasso volle presentare nel 1587 ai Catenati la Gerusalemme liberata.

## Lo statuto dell'Accademia
Il Cenacolo maceratese è stato regolato nel tempo dalle leggi di fondazione del 1779 nonché dalle novelle poi del 1829, 1868, del 1963 e del 2010.
L'articolo 1 recita che "È suo scopo riunire i cultori più eminenti ed egregi nelle lettere, nelle scienze e nelle arti, e diffonderne la produzione. Questo scopo verrà raggiunto con pubbliche iniziative e con il sostegno alla diffusione dei lavori letterari, scientifici ed artistici".
L'articolo secondo poi statuisce che "Gli Accademici si distinguono in onorari e ordinari. Sono onorari quelli che si sono resi peculiarmente benemeriti per servizi prestati all'Accademia, oppure che hanno acquistato fama e notorietà nella letteratura, nella scienza e nell'arte. Gli Accademici ordinari sono scelti tra coloro che si sono distinti, in modo particolare, nella cultura e nella produzione letteraria, scientifica ed artistica e che rispondano ai requisiti dell'art. 4. Sugli Accademici ordinari poggiano la vitalità e l'attività dell'Accademia. I soci onorari che si trovano ad avere le condizioni di cui all'art. 4 potranno essere nominati soci ordinari, cessando d'appartenere alla precedente categoria".
Altrettanto importante l'articolo 3 che precisa che "Gli Accademici onorari ed ordinari sono ripartiti in tre classi:
1. Discipline umanistiche, morali, giuridiche, economiche e sociali;
2. Discipline scientifiche e tecnologiche;
3. Discipline artistiche".

Al riguardo poi si specifica nell'art. 4 che " Gli Accademici onorari vengono nominati senza alcuna limitazione di nazionalità. Gli Accademici ordinari debbono essere nati o da tempo residenti nella città di Macerata e provincia, oppure debbono essere nati nei comuni già appartenenti alla provincia della Marca d'Ancona, di cui Macerata era il capoluogo: Amandola, Arcevia (già Rocca Contrada), Castelfidardo, Corinaldo, Filottrano, Monte Giorgio, Monte Granaro, Monte Marciano, Monte San Pietrangeli, Ostra (già Monte Alboddo), Ostra Vetere (già Monte Novo), Sant'Elpidio, Serra de' Conti, Serra San Quirico e Staffolo".

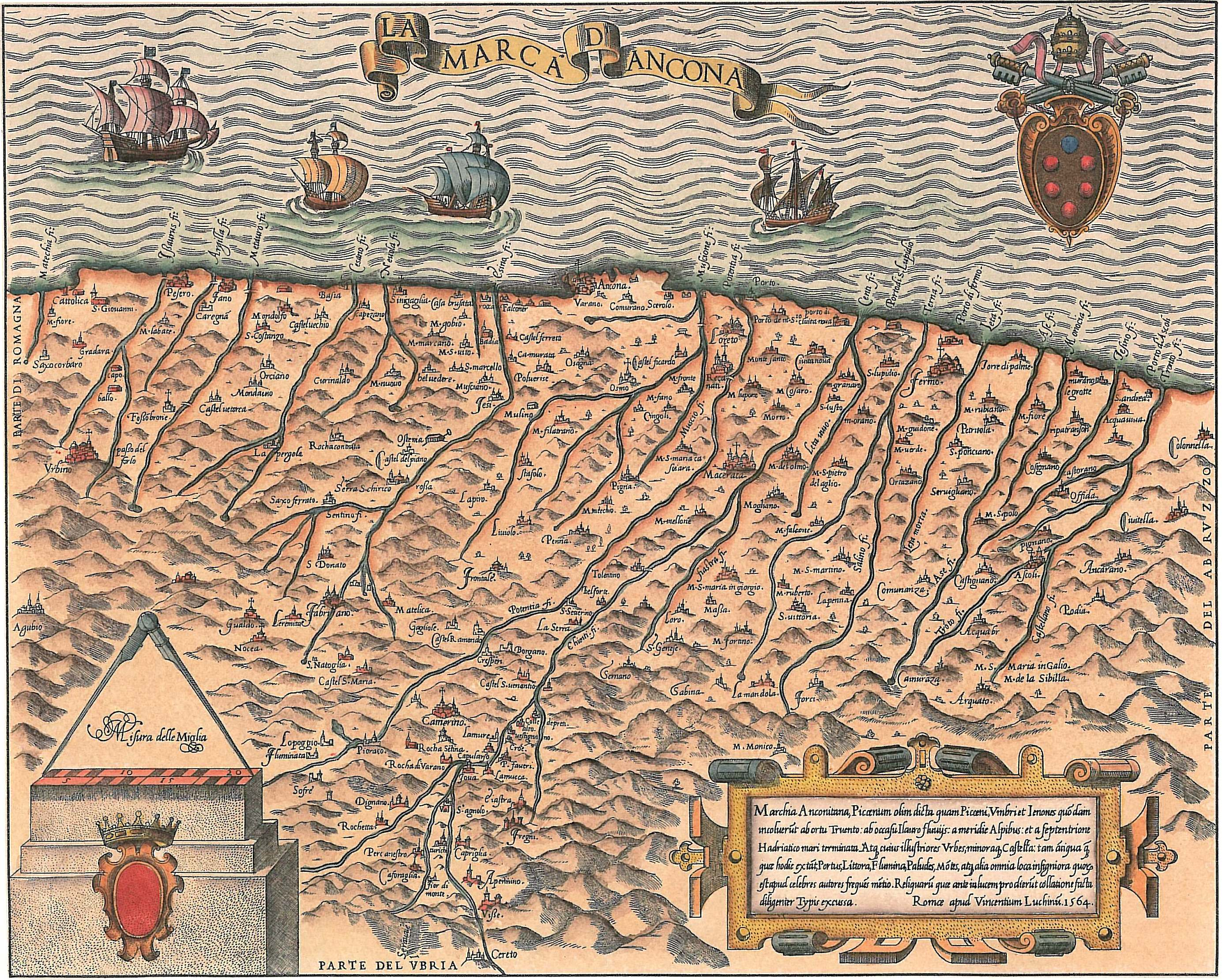
La Marca d'Ancona, Roma 1564 - Vincenzo Luchino (Cartoteca storica delle Marche)

Infine, l'art. 5 elenca gli organi dell'Accademia: "l'Assemblea generale, formata da tutti i soci, onorari e ordinari; il Consiglio accademico, eletto dall'assemblea generale, esso è costituito da sette membri; elegge nel suo seno il Principe, il consigliere vicario, l'economo, il segretario, un censore per ogni classe. Il Collegio dei revisori dei conti, formato da tre persone di comprovata competenza, è eletto dall'Assemblea ed ha il compito di controllare la gestione economico-finanziaria dell'Associazione e verificare che essa corrisponda ai fini sociali indicati".

### Principi dell'Accademia
Il primo Principe dell'Accademia, a capo del Cenacolo, fu il fondatore Gerolamo Zoppio, ve ne furono alcuni che rimasero addirittura in carica vita natural durante sino ad arrivare ad oggi: dopo Dante Cecchi, nel 2011, per la prima volta nella storia dell'Accademia, è stata eletta una donna: Angiola Maria Napolioni, già direttrice della Biblioteca statale di Macerata, succedendo a Dante Cecchi a sua volta nominato principe emerito.

### Il consiglio accademico
Importante organo per il funzionamento dell'Accademia è il Consiglio accademico di cui fanno parte dal 16 aprile 2019 il principe Angiola Maria Napolioni, Allì Caracciolo, Fabio Sileoni, Luigi Ricci, Renato Lapponi, Anna Maria Tamburri e Gianfranco Pasquali.